# 周船寺站

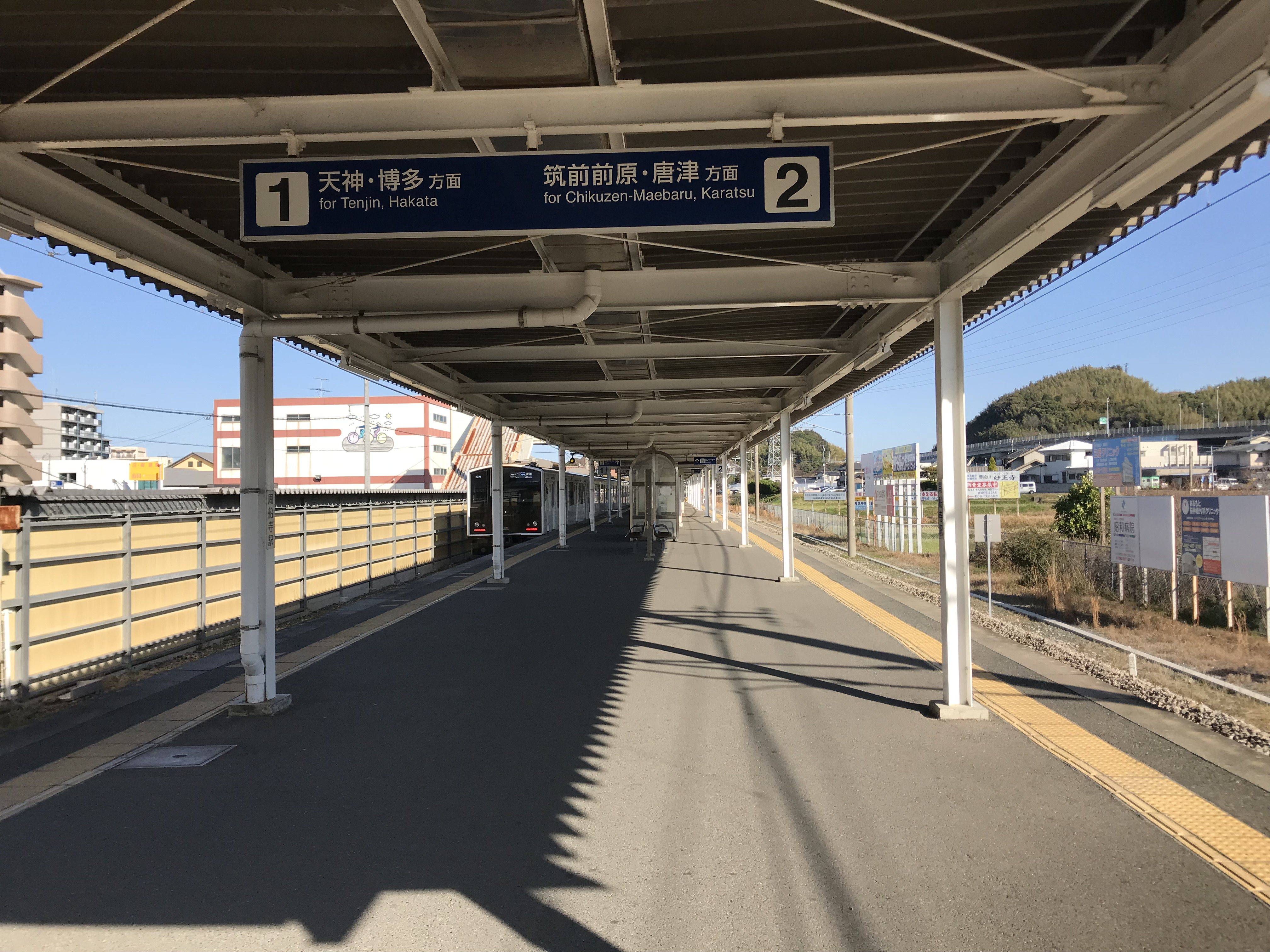
月台

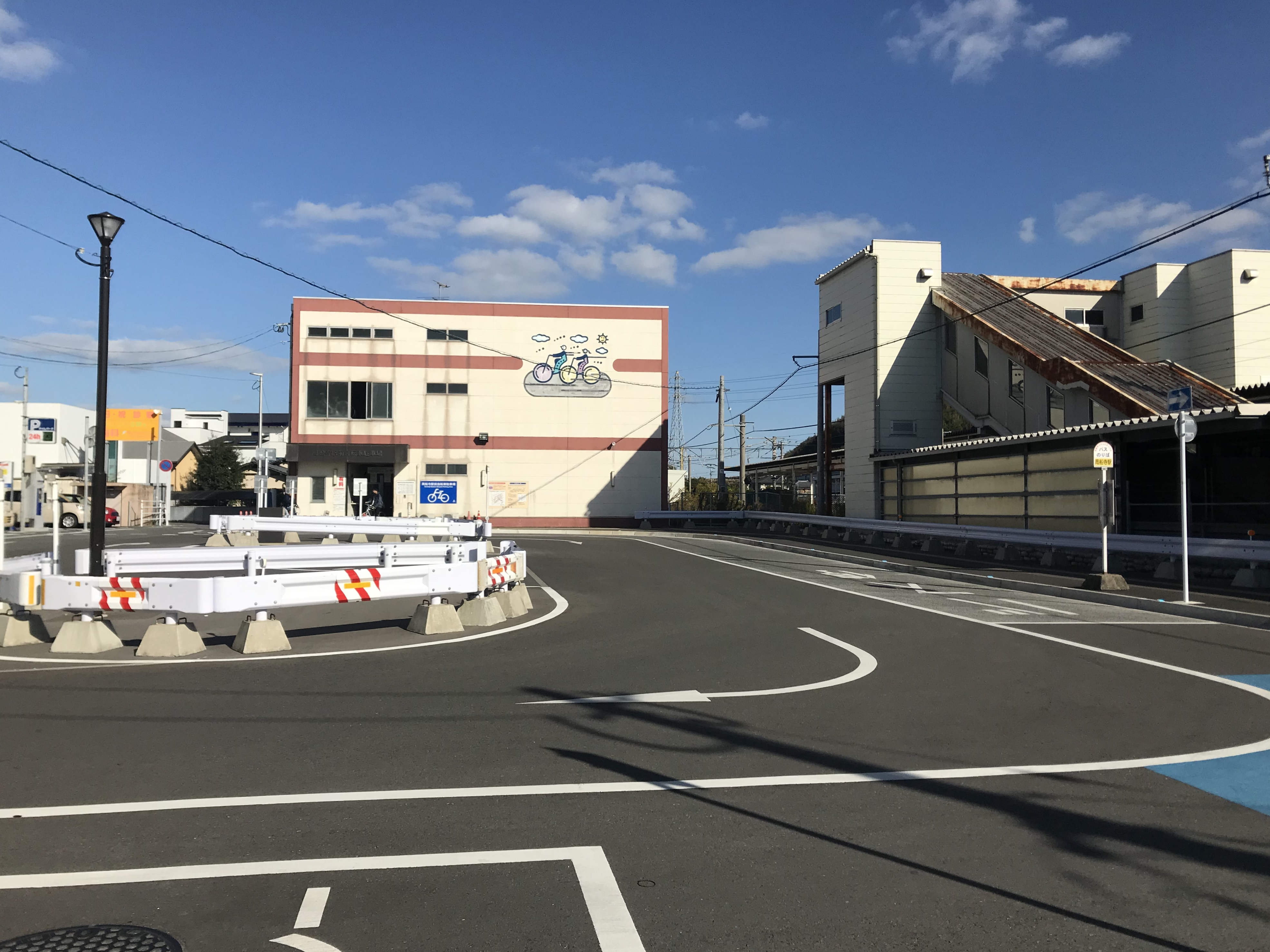
站前迴路(2019年11月)

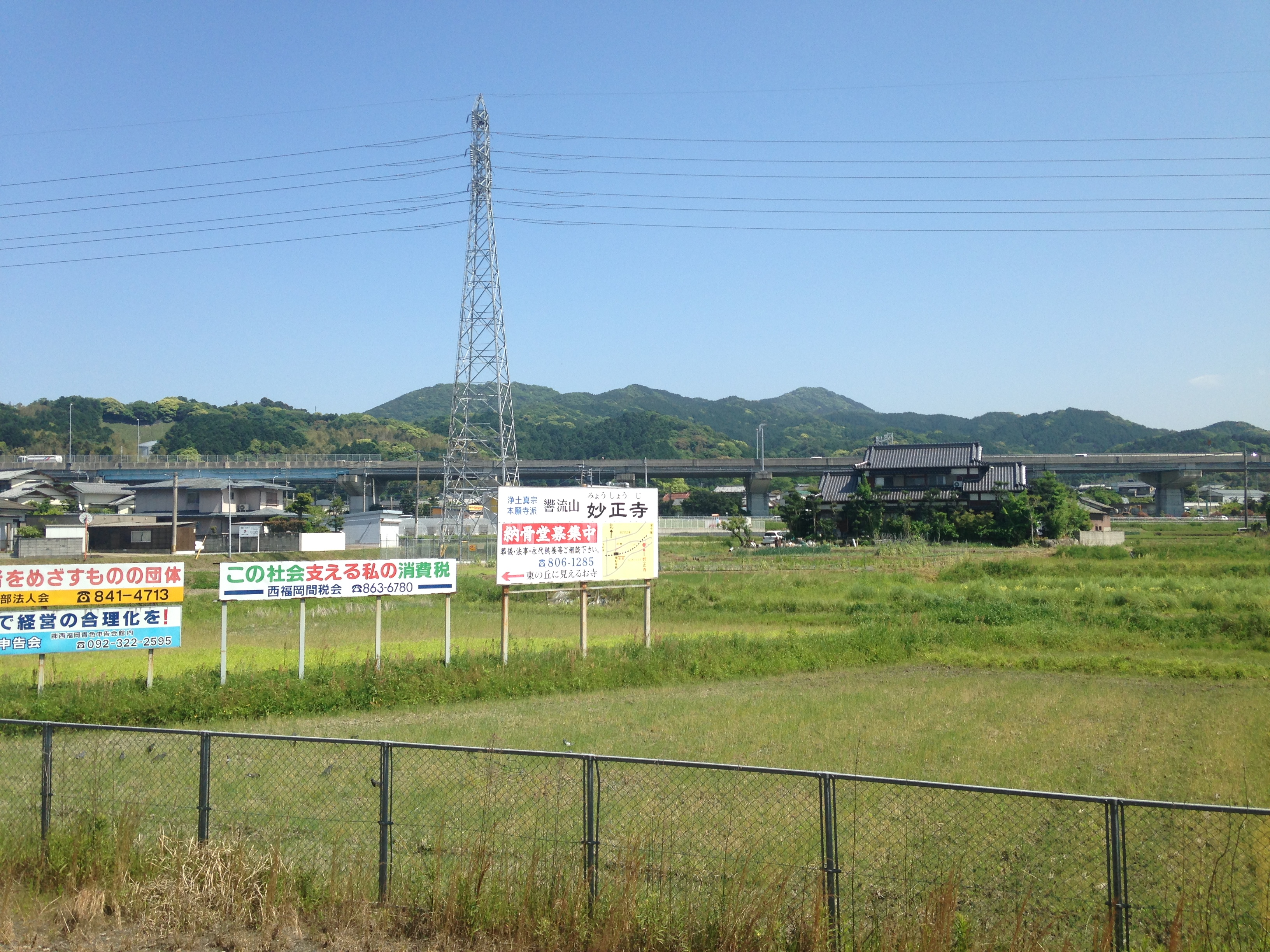
車站後方

周船寺站（日语：／ Susenji eki */?）是位於福岡縣福岡市西區周船寺一丁目1番43號，九州旅客鐵道（JR九州）的筑肥線車站。車站編號為JK05。

## 歷史
- 1925年（大正14年）4月15日：北九州鐵道（日语：北九州鉄道）姪之濱站（現時為姪濱站）至前原站（現時為筑前前原站）之間，此站啟用。
- 1937年（昭和12年）10月1日：北九州鐵道被國有化，成為鐵道省筑肥線。
- 1983年（昭和58年）3月22日：姪濱站至唐津站之間電氣化，並開始與福岡市交通局機場線相互直通運輸。同時此站不再成為福岡市內車站。
- 1987年（昭和62年）4月1日：伴隨國鐵分割民營化，車站由九州旅客鐵道（JR九州）營運[2]。
- 1994年（平成6年）3月7日：位於站內的直營便利店生活列車（日语：生活列車）開幕[3]。
- 2010年（平成22年）3月13日：此站可以使用IC卡「SUGOCA」[4]。

## 車站構造
車站是一座地面車站，設有1面2線的島式月台。車站大與與月台之間設有2條跨線橋。
此站是業務委託車站，委托JR九州服務支援負責車站業務。此站設有綠色窗口和自動閘機，此站可以使用SUGOCA等IC卡。

### 月台
| 月台 | 路線   | 上下行 | 方向                     |
| ---- | ------ | ------ | ------------------------ |
| 1    | 筑肥線 | 上行   | 天神、博多、福岡機場方向 |
| 2    | 筑肥線 | 下行   | 西唐津方向               |

## 使用狀況
在2019年（令和元年）度，1日平均乘車人次為5,090人，在JR九州車站中，僅次於新宮中央站排名41位
| 乘車人次變化 | 乘車人次變化 |
| 年度         | 1日平均人次  |
| ------------ | ------------ |
| 2005年       | 4,975        |
| 2006年       | 4,828        |
| 2007年       | 4,701        |
| 2008年       | 4,864        |
| 2009年       | 4,866        |
| 2010年       | 4,874        |
| 2011年       | 4,791        |
| 2012年       | 4,861        |
| 2013年       | 4,889        |
| 2014年       | 4,782        |
| 2015年       | 4,862        |
| 2016年       | 4,944        |
| 2017年       | 5,139        |
| 2018年       | 5,284        |
| 2019年       | 5,090        |

## 車站周邊
車站位於福岡市西邊。在2005年（平成17年）10月1日創校的九州大學伊都校園距離此站最近。
- 伊覩神社
- 丸隈山古墳（日语：丸隈山古墳）（國家重要文化財產）
- 伊都團歷史博物館（日语：伊都国歴史博物館）
- 福岡縣立筑前高等學校
- 福岡市立周船寺小學（日语：福岡市立周船寺小学校）
- 九州大學伊都校園
- 國道202號（日语：国道202号）
- MARUTAI（日语：マルタイ）總社與工場（2012年今宿青木に移転）
- 周船寺商店街
- 福岡銀行周船寺分店
- 西日本都市銀行周船寺分店
- 佐賀銀行（日语：佐賀銀行）周船寺分店
- JA福岡市（日语：福岡市農業協同組合）周船寺分店
- 福岡縣信用組合（日语：福岡県信用組合）周船寺分店
- 周船寺郵局
- 日本基督教團周船寺教會

## 巴士
- 昭和自動車 - 於車站約250米外的國道202號上設有周船寺巴士站。
  - 九大學研都市站方向
  - 泉、九大伊都校園方向
- 糸島市社區巴士 - 於站前設有巴士站。
  - 高田、志登、九大伊都校園方向

## 其他
筑肥線的姪濱站、下山門站、今宿站、九大學研都市站和周船寺站5站都是在福岡市內，但是於市內其他JR車站與JR線不同，這些車站不是在旅客營業規則上的「福岡市內」車站。在筑肥線博多站至姪濱站之間未廢止前，此站（在該路段廢止以後才啟用的車站包括下山門站和九大學研都市站除外）是「福岡市內」車站。

## 相鄰車站
九州旅客鐵道（JR九州）
筑肥線
■快速（星期六、日及假日會通過此站）、■普通
九大學研都市（JK04）－周船寺（JK05）－波多江（JK06）

## 注腳
1. ↑  . JR九州サービスサポート株式会社.   [2019-07-13]. （原始内容存档于2020-08-03） （日语）.
2. ↑  九州鉄道百年祭実行委員会・百年史編纂部会 (编).  初版. 九州旅客鉄道. 1988: 181 （日语）.
3. ↑  . 交通新聞 (交通新聞社). 1994-03-09: 2 （日语）.
4. ↑  . 交通新聞 (交通新聞社). 2010-03-16: 3 （日语）.
5. 1 2   (PDF). 九州旅客鉄道.   [2020-08-24]. （原始内容存档 (PDF)于2020-08-24） （日语）.
6. 1 2 3 4 5 6 7 8 9 10 11  糸島市統計白書（運輸、交通） 九州旅客鐵道不同站的上下車人次（JR筑肥線）
7. ↑   (PDF). 九州旅客鉄道.   [2020-08-31]. （原始内容 (PDF)存档于2017-08-01） （日语）.
8. ↑   (PDF). 九州旅客鉄道.   [2020-08-24]. （原始内容 (PDF)存档于2019-07-06） （日语）.
9. ↑   (PDF). 九州旅客鉄道.   [2020-03-27]. （原始内容存档 (PDF)于2020-03-15） （日语）.

## 外部連結
- 周船寺（車站資訊） - 九州旅客鐵道（日語）